# Georg Kaiser

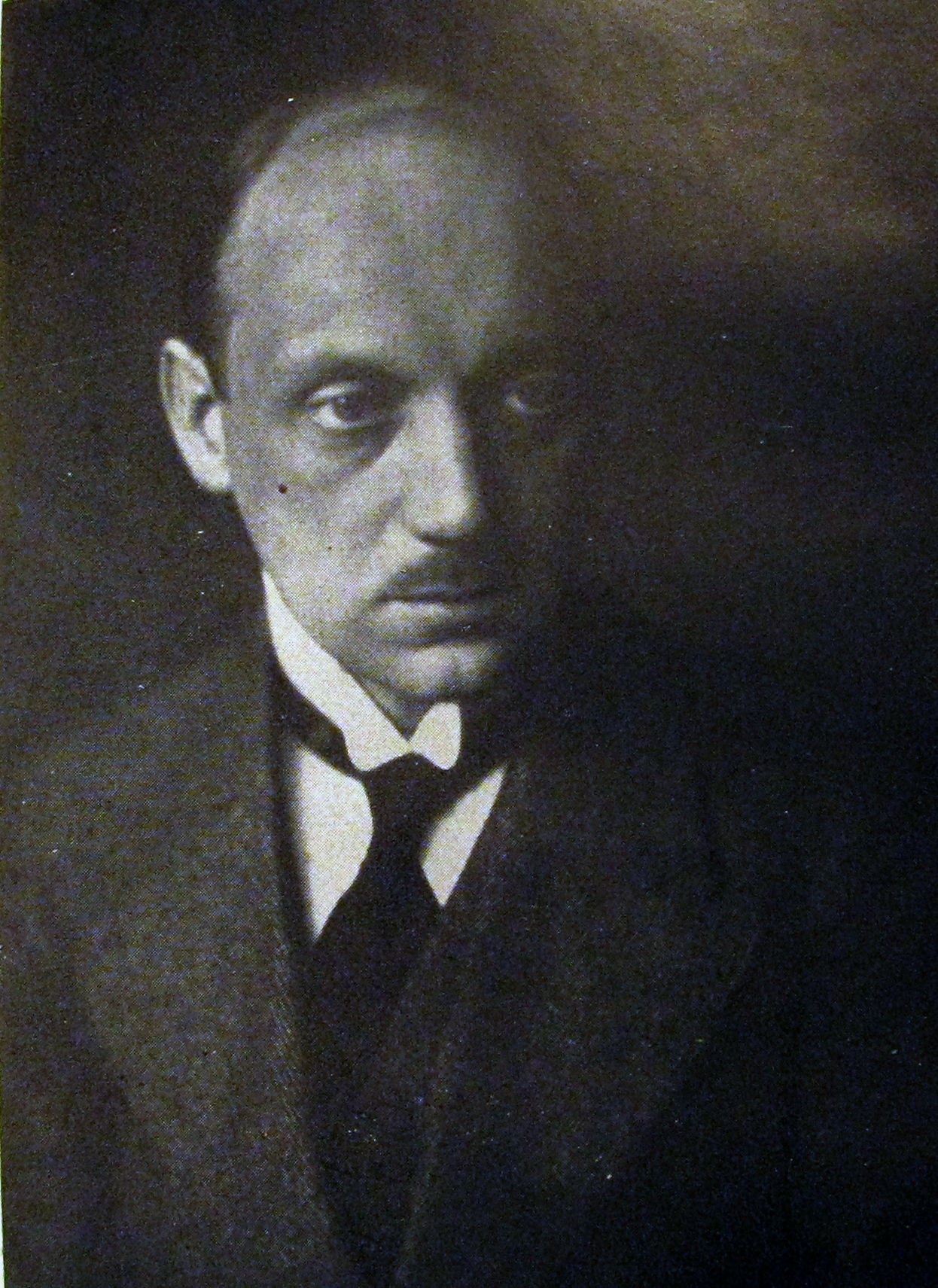
Georg Kaiser

Friedrich Carl Georg Kaiser (Maagdenburg, 25 november 1878  - Ascona, 4 juni 1945) was een Duits schrijver, vooral bekend door zijn expressionistische toneelwerken.

## Leven en werk
Kaiser was de zoon van een koopman en werkte van 1898 tot 1901 voor AEG in Buenos Aires. Hij keerde terug met malaria en verbleef een aantal keren in een psychiatrische kliniek met psychische klachten. In 1908 huwde hij Margarethe Habenichten en vestigde zich in Seeheim. Door een financieel slordige levenswijze belandde hij in 1921 een periode in de gevangenis.
Kaiser debuteerde in 1912 met het drama Die Bürger von Calais en groeide na de Eerste Wereldoorlog uit tot een van de populairste expressionistische toneelschrijvers van Duitsland. Hij schreef in totaal meer dan zeventig toneelstukken. Zijn werk kenmerkt zich door een sterke handelingsopbouw met veel aandacht voor effecten. Karakteristiek is zijn geconcentreerde taalgebruik, rijk aan symbolen. Samen met componist Kurt Weill, die ook samenwerkte met Bertolt Brecht, gaf hij eind jaren twintig te Berlijn mede vorm aan wat wel 'muziektheater' werd genoemd.  Het was in Kaisers huis dat Weill in 1924 kennis maakte met zijn toekomstige vrouw, de  actrice Lotte Lenya.
Als Kaisers bekendste drama geldt zijn trilogie Koralle (1917), Gas I (1918) en Gas II (1920), over de zoon van een directeur van een gasfabriek en de kant kiest van de arbeiders. Zijn sociale experimenten mislukken echter en als de fabriek ontploft wil hij die niet meer opbouwen. De arbeiders dwingen hem echter daartoe, maar de situatie ontaardt uiteindelijk in een onmenselijke technologie waaraan alles ten onder gaat.
Kaiser was een fervent anti-fascist en na de machtsovername door de nazi's in 1933 werd zijn werk verboden en kreeg hij een schrijfverbod opgelegd. In 1938 verhuisde hij naar Zwitserland. Na zijn emigratie schreef hij vooral lyriek en proza. Hij overleed in 1945, 67 jaar oud.